# Кіну Марш-Браун
Кіну Маркіл Марш-Браун (англ. Keanu Marqheal Marsh-Brown, нар. 10 серпня 1992, Лондон) — гаянський футболіст, нападник американського клубу «Мемфіс 901». Виступав, зокрема, за клуб «Форест Грін Роверс», а також національну збірну Гаяни.

## Клубна кар'єра
Народився 10 серпня 1992 року в місті Лондон. Вихованець юнацьких команд футбольних клубів «Арсенал» та «Фулгем». Влітку 2009 року підписав свій перший професіональний контракт. У листопаді 2010 року з'явилася інформація проте, що «Тоттенгем Готспур» та «Манчестер Сіті» розглядають можливість підписання гравця за 500 000 фунтів стерлінгів. У січні 2011 року продовжив контракт з клубом, до червня 2013 року. Проте майже одразу відправився в 1-місячну оренду до «Мілтон-Кінс Донс» з Першої ліги. Справив хороше враження на керівництво «Донс», після чого оренду продовжили до завершення сезону. Дебютував у команді 2 лютого 2011 року в переможному (2:1) поєдинку проти «Бристоль Роверз», замінивши на 68-й хвилині Льюїса Гая. Три дні по тому вдруге вийшов у складі «Мілтона», в нічийному (2:2) поєдинку проти «Шеффілд Венсдей» на Гіллсборо. 12 лютого відзначився дебютним голом за «Донс», чим допоміг команді вибороти домашню нічию (1:1) проти «Брентфорда». 30 серпня 2011 року Марш-Браун підписав орендну угоду з «Данді Юнайтед» до середини січня 2012 року, з можливістю продовження угоди до завершення сезону 2011/12 років. У «Данді Юнайтед» виступав разом зі своїм одноклубником по «Фулгему», Лаурі Далла Валле, шотландці мали партнерські зв'язки з «Фулгемом», оскільки резервну команду англійців тренував колишній гравець «Юнайтед» Вільям Мак-Кінлі. Проте в «Данді» зіграв лише 1 поєдинок, після чого повернувся до «Фулгема»

### «Олдем Атлетик»
Побував на двотижневому перегляді в «Олдем Атлетик» з Першої ліги, за результатами якого 30 січня 2012 року підписав контракт до завершення сезону, з можливістю продовження на наступний сезон. Головний тренер «Олдема» Пола Дікова сказав: «Я багато бачив Кіану в минулому сезоні, і він виглядав одним з найкращих гравців нашого дивізіону. У хлопчини є багаж та мішки здібностей, а також сируватий темп, а його підписання змусило мене довго слідкувати за його кар’єрою».
Дебютував у новому колективі, вийшовши на заміну в поєдинку Трофею Футбольної ліги проти «Честерфілду». Дебютним голом за «Олдем» відзначився 28 лютого в нічийному (1:1) поєдинку проти «Колчестер Юнайтед». 6 березня в програному (1:2) поєдинку проти «Сканторп Юнайтед» отримав пряму червону картку за гру в підкаті двома прямо виставленими ногами.

### «Йовіл Таун»
29 березня 2012 року вільним агентом перейшов у «Йовіл Таун» з Першої ліги, підписавши 1-річний контракт.
14 серпня 2012 року відзначився дебютним голом у новій команді в переможному (3:0) поєдинку Кубку Футбольної ліги проти «Колчестер Юнайтед», а 14 серпня 2012 року відначився перешим голом у переможному (4:0) поєдинку проти «Сканторп Юнайтед».
25 січня 2013 року, після втрати місця в складі «Йовіл Таун», гравець та клуб домовилися про дострокове розірвання контракту за згодою сторін.

### «Барнет»
28 березня 2013 року підписав контракт до завершення сезону з «Барнетом». 1 квітня 2013 року в своєму дебютному поєдинку в новому колективі відзначився переможним голом у воротах «Вімблдона». У червні 2013 року підписав контракт до завершення сезону 2013/14 років. У сезоні 2013/14 років Марш-Браун відзначився 13-а голами, після чого був виставлений на трансфер, щоб «Бджоли» змогли поліпшити своє матеріальне положення. Головний тренер Мартін Аллен сказав: «Як клуб нам потрібно збільшити кошти в бюджеті, я пояснив це Кіну, і він може, без жодної тіні сумніву, продовжувати грати в Першій лізі та вигравати матчі».
У сезоні 2014/15 років втратив своє місце в команді, а Мартін Аллен вирішив віддати перевагу іншим нападникам, Мауру Вільєте, Лі Куку, Луїсмі та Адаму Меккі. Пропозиції від «Блекпула» та «Лутон Таун» в останні години трансферного вікна клуб відхилив, тоді як сам гравець відмовився від переходу до «Форест Грін Роверс». У листопаді 2014 року побував на перегляді в «Пітерборо Юнайтед».
У сезоні 2014/15 років зіграв лише 11 матчів у всіх турнірах. При цьому не отримав чемпіонську медаль, хоча інші гравці, які зіграли менше матчів, були нагороджені нею. У червні 2015 року «Бджоли» вирішили продовжити контракт з Кіну.

### «Форест Грін Роверс»
У червні 2015 року побував на перегляді в «Форест Грін Роверс», за результатми якого підписав 2-річний контракт з клубом, суму відступних сторони вирішили не оголошувати. Дебютував у новій команді в переможному (1:0) виїзному поєдинку 1-о туру чемпіонату 2015/16 проти «Олтрінгема».
Допоміг своєму клубу в плей-оф Національної ліги 2015/16, а 7 травня 2016 року відзначився голом в півфінальному матчі проти «Дувр Атлетік», чим посприяв виходу «Зелених» у фінал плей-оф. 15 травня 2016 року відіграв усі 90 хвилин у програному (1:3) поєдинку фіналу плей-оф Національної ліги на Вемблі проти «Грімсбі Таун», відзначився точним дальнім ударом по воротах суперника, проте допомогти своєму клубу підвищитися в класі не зміг.
У сезоні 2016/17 років знову грав у фіналі плей-оф Національної ліги на стадіоні «Вемблі», цього разу «Форест» з рахунком 3:1 обіграли «Транмер Роверз» та вперше в історії вийшов до Футбольної ліги.
По завершенні сезону 2017/18 років «Форест Грін Роверс» оголосили, що Марш-Браун буде одним з декількох гравців, з якими клуб не продовжкаптиме контракту.

#### Оренда в «Дувр Атлетік»
У березні 2018 року «Форест Грін Роверс» відправили Марш-Брауна в оренду в «Дувр Атлетік» з Національної ліги. Відзначився двома голами в переможному (2:0) поєдинку проти лідера чемпіонату, «Маклсфілд Таун». В решті матчів сезони виходив на поле з лави для запасних, а в стартовому складі клубу вийшов у поєдинку наступного туру, проти «Барроу». Відзначився голом в переможному (2:1) останньому поєдинку регулярної частини чемпіонату проти «Вокінга», проте «Дувр» через гіршу різницю забитих та пропущених м'ячів не зміг потрапити до плей-оф за право підвищитися в класі.

### «Ньюпорт Каунті»
22 червня 2018 року підписав 2-річний контракт з «Ньюпорт Каунті». У новому клубі дебютував 4 серпня 2018 року в переможному (3:0) поєдинку Другої ліги проти «Мансфілд Таун». 30 березня 2019 року відзначився голом вперше у футболці «Ньюпорта», в переможному (3:1) поєдинку проти «Йовіл Таун».
У вересні 2019 року головний тренер «Ньюпорта» Майкл Флін розкритикував гравця, стверджуючи, що Кіну не повідомив клубу про свою участь у поєдинках Ліги націй CONCACAF Гаяни проти Аруби та Ямайки. Також Флін заявив, що Марш-Браун більше не входить в плани «Ньюпорта», а клуб буде рухатися вперед вже без нього, хоча футболіст й надалі тренувався з командою до поїздки на поєдинки збірної. У той же час Кіну наполягав, що повідомив клуб про виклик 20 серпня. Згодом мати Марш-Брауна поділилася електронним листом з Аргусом Південного Уельсу, який нібито надіслано від генерального секретаря Гаяни Реннелла Борна до «Ньюпорт Каунті», вказуючи в повідомленні про відмову, але повідомлення стосується турніру попереднього року. 23 грудня 2019 року сторони домовилися про дострокове розірвання контракту.

### «Мемфіс 901»
17 січня 2020 року «Мемфіс 901» оголосив про перехід Марш-Брауна.

## Виступи за збірні
Зіграв 4 матчі за юнацьку збірну Англії (U-16) та 11 поєдинків за юнацьку збірну Англії (U-17). 10 вересня 2013 року отримав дебютний виклик до збірної Англії C на товариський матч проти олімпійської збірної Латвії, зіграв усі 90 хвилин, проте англійці поступилися латвійцям (0:1).
У березні 2015 року, разом з молодшим братом Кіджуоном, отримав виклик до тренувального табору збірної Антигуа і Барбуди для підготовки до кваліфікації чемпіонату світу 2018 року.
У березні 2019 року, разом зі старшим братом Ронейном, отримав виклик до національної збірної Гаяни. Дебютував у національній команді 23 березня того ж року в переможому (2:1) товариському поєдинку проти Белізу, в якому відзначився гольовою передачею в епізоді з другим забитим гаянцями м'ячем.
У складі збірної був учасником розіграшу Золотого кубка КОНКАКАФ 2019 року у декілької країнах.

## Особисте життя
Має трьох братів, Кваї, Кі та Ронейна Марш-Брауна, які також займаються футболом. Його старший брат Ронейн Марш-Браун також виступає за національну збірну Гаяни.

## Статистика виступів

### Клубна
Станом на 25 травня 2019
| Клуб                        | Сезон             | Ліга                    | Ліга  | Ліга | Кубок ФА | Кубок ФА | Кубок ліги | Кубок ліги | Other | Other | Total | Total |
| Клуб                        | Сезон             | Дивізіон                | Матчі | Голи | Матчі    | Голи     | Матчі      | Голи       | Матчі | Голи  | Матчі | Голи  |
| --------------------------- | ----------------- | ----------------------- | ----- | ---- | -------- | -------- | ---------- | ---------- | ----- | ----- | ----- | ----- |
| «Мілтон-Кінс Донс» (оренда) | 2010–11           | Перша ліга              | 17    | 2    | —        | —        | —          | —          | 2     | 0     | 19    | 2     |
| «Данді Юнайтед» (оренда)    | 2011–12           | Прем'єр-ліга Шотландії  | 1     | 0    | —        | —        | 0          | 0          | —     | —     | 1     | 0     |
| «Олдем Атлетик»             | 2011–12           | Перша ліга              | 11    | 1    | —        | —        | 0          | 0          | 1     | 0     | 12    | 1     |
| «Йовіл Таун»                | 2012–13           | Перша ліга              | 21    | 1    | 1        | 0        | 2          | 1          | 3     | 0     | 27    | 2     |
| «Барнет»                    | 2012–13           | Друга ліга              | 5     | 1    | —        | —        | —          | —          | —     | —     | 5     | 1     |
| «Барнет»                    | 2013–14           | Національна Конференція | 38    | 11   | 2        | 1        | —          | —          | 2     | 1     | 42    | 13    |
| «Барнет»                    | 2014–15           | Національна Конференція | 10    | 2    | 0        | 0        | —          | —          | 1     | 0     | 11    | 2     |
| «Барнет»                    | Загалом           | Загалом                 | 53    | 14   | 2        | 1        | —          | —          | 3     | 0     | 58    | 15    |
| «Форест Грін Роверс»        | 2015–16           | Національна ліга        | 43    | 8    | 3        | 1        | —          | —          | 4     | 2     | 50    | 11    |
| «Форест Грін Роверс»        | 2016–17           | Національна ліга        | 33    | 10   | 0        | 0        | —          | —          | 3     | 1     | 36    | 11    |
| «Форест Грін Роверс»        | 2017–18           | Друга ліга              | 14    | 2    | 2        | 0        | 1          | 0          | 2     | 0     | 19    | 2     |
| «Форест Грін Роверс»        | Загалом           | Загалом                 | 90    | 20   | 5        | 2        | 1          | 0          | 9     | 3     | 105   | 24    |
| «Дувр Атлетік»              | 2017–18           | Національна ліга        | 6     | 4    | 0        | 0        | —          | —          | 0     | 0     | 6     | 4     |
| «Ньюпорт Каунті»            | 2018–19           | Друга ліга              | 16    | 1    | 1        | 0        | 2          | 0          | 2     | 0     | 21    | 1     |
| «Ньюпорт Каунті»            | 2019–20           | Друга ліга              | 0     | 0    | 0        | 0        | 0          | 0          | 0     | 0     | 0     | 0     |
| «Ньюпорт Каунті»            | Загалом           | Загалом                 | 16    | 1    | 1        | 0        | 2          | 0          | 2     | 0     | 21    | 1     |
| Усього за кар'єру           | Усього за кар'єру | Усього за кар'єру       | 215   | 43   | 9        | 1        | 6          | 1          | 20    | 4     | 250   | 49    |

1. ↑  Матчі в плей-оф Першої ліги
2. 1 2  Матчі в Трофеї Футбольної ліги
3. 1 2  Матчі в Трофеї ФА
4. ↑  Три матчі та два голи в плей-оф Національної ліги, один матч у Трофеї ФА
5. ↑  Матчі в плей-оф Національної ліги
6. ↑  Один матч у плей-оф Другої ліги, один матч у Трофеї ФЛ

### У збірній
| Національна команда | Рік     | Матчі | Голи |
| ------------------- | ------- | ----- | ---- |
| Гаяна               |         |       |      |
| 2019                | 11      | 1     |      |
| Загалом             | Загалом | 11    | 1    |

#### Голи за збірну
Рахунок та результат збірної Гаяни в таблиці подано на першому місці.
| №  | Дата           | Місце                                            | Суперник | Рахунок | Результат | Змагання         |
| -- | -------------- | ------------------------------------------------ | -------- | ------- | --------- | ---------------- |
| 1. | 11 червня 2019 | Сентро де Альто Рендіменто, Алахуела, Коста-Рика | Гаїті    | 1–3     | 1–3       | Товариський матч |